# Liaozhai Zhiyi
Das Liaozhai Zhiyi (chinesisch 聊齋誌異 / 聊斋志异, Pinyin Liáozhāi Zhìyì, Jyutping Liu4zaai1 Zi3ji6) ist eine Sammlung von ca. 500 Geschichten, deren Titel ungefähr mit „Seltsame Geschichten aus dem Liao-Studierzimmer“ übersetzt werden kann. Autor der Sammlung ist Pu Songling (1640-1715).

## Aufbau
Bis zu Pu Songlings Tod kursierten nur Manuskripte und Abschriften seines Werkes; erst 1766, 50 Jahre nach seinem Tod, erschien der erste Druck. Aus diesem Grund findet sich heute eine Unmenge von Varianten seiner Geschichten. Das Manuskript von Pu Songling selbst überlebte nur zum Teil, von den acht Bänden sind heute nur noch vier erhalten.
Das Liaozhai beinhaltet eine wundersame Sammlung von Mythen und Legenden, Volksmärchen, Fabeln, zeitgenössische Anekdoten, Kriminalfälle, Ereignisse des täglichen Lebens, außergewöhnliche Vorkommnisse und Beschreibungen. Wie Pu Songling im Vorwort erklärt, wollte er damit die Wunder und das Erstaunliche im gegenwärtigen China beschreiben.

## Stil
Die Geschichten sind alle in klassischem Chinesisch (文言,  Wényán) verfasst. Pu Songling reichert jedoch die Sprache mit umgangssprachlichen Elementen (白話,  báihuà) an, dies vor allem in Dialogen, Scherzen, Streitigkeiten oder gerichtlichen Verhören – auch, um seine Charaktere anhand dieser Baihua-Dialoge zu charakterisieren. Mit dieser Mischung schuf Pu einen neuen Kurzgeschichtenstil, denn vor ihm beschränkte sich ein solcher Stilmix vor allem auf die Lyrik, z. B. bei Du Fu oder Li Bai. Erst mit dem Liaozhai lässt sich auch von dem Genre einer „chinesischen Kurzgeschichte“ sprechen, in der Pu drei große Stilrichtungen zusammenbringt, namentlich Chuánqí- und Zhìguài-Geschichten, sowie den Bǐjì-Schreibstil:
- Chuánqí (傳奇) sind romantische Erzählungen in Prosa, die ihren Höhepunkt in Form und Stil während der Tang-Zeit hatten.
- Die Bǐjì (筆記) hingegen sind sachliche, kurz gehaltene Notizen, in der die Zhiguai-Geschichten oft geschrieben wurden, und deren Form sich wieder im Liaozhai wiederfinden.
- Zhìguài (志怪) sind übernatürliche Erzählungen, die ihre Wurzeln in den Han- und Sechs Dynastien haben, jedoch erst in der Tang-Zeit als eigenes Genre ihren Platz in der Literatur finden. Für gewöhnlich sind es Sammlungen von kurzen, einfachen Anekdoten in Prosa, deren Inhalt ein Mix aus bizarr-nüchternen Geschichten des Ungewöhnlichen darstellt.

Von den von Pu verwendeten Quellen ist hier vor allem das Sōushénjì (搜神記) von Gan Bao (干寶, 320 n. Chr.) zu nennen.

## Besonderheiten
Das Fremde ist das Leitthema der Sammlung: Pu Songling stellt in seinen Geschichten zwei Welten gegenüber, die reale und die fantastische Wirklichkeit. Zentral für das Liaozhai ist, dass sich diese beiden Welten überlappen und deren Grenzen verschwimmen; die Protagonisten bewegen sich ohne Schwierigkeiten zwischen beiden Welten.
Speziell am Liaozhai sind auch die Kommentare von Pu Songling, die sich am Ende von 194 Erzählungen wiederfinden. Diese beginnen alle mit „der Historiker des Fremden kommentiert“ (異史氏曰,  Yìshǐshì yuē). Pu Songling verweist damit auf Sima Qian, der jedes Kapitel des Shiji (史記) mit „der Großhistoriker sagt“ (太史公曰,  Tàishǐgōng yuē) beendet. Inhaltlich ist der Kommentar des „Großhistorikers“ oft moralisch wertend; Pu Songling hingegen gibt mit seinen Erläuterungen den Geschichten oft eine unerwartete Wendung und kommentiert diese in ironisch-sarkastischem Ton. So, wie Sima Qian sich als Kommentator der historischen Welt sah, zeigt sich uns Pu als ironischer Kommentator der ungewöhnlichen und fremden Welt.

## Literarischer Kontext
Pu Songling verfasste mit dem Liaozhai Geschichten, wie sie zur Zeit der Sechs Dynastien und der Tang-Zeit beliebt waren. Ein Grund für diese Themenwahl mögen die neuen Editionen der Zhiguai- und Chuanqi-Erzählungen sein, die am Ende der Ming-Dynastie wieder veröffentlicht wurden. In den Erzählungen Pus mischen sich die einfachen Wunderberichte der Zhiguai-Geschichten der Sechs Dynastien, die eher anspruchsvolleren Themen der Chuanqi aus der Tang-Zeit und die realistischeren Gesellschaftsschilderungen aus der Ming-Zeit in Baihua (Umgangssprache).
Insgesamt bedient sich Pu Songling aus drei verschiedenen Bereichen, um im Liaozhai seinen ganz eigenen Stil zu kreieren:
- Adaption aus alten Quellen, mit vor allem stilistischen Verbesserungen
- Auf traditionellen Motiven basierende Erzählungen mit stark inhaltlichen Veränderungen (die heute bekanntesten Geschichten), mündlichen Überlieferungen, volkstümlichen Märchen.
- Auf aktuellen Ereignissen und Erlebnissen basierende Erzählungen.

## Rezeption
In der Literaturgeschichte Chinas gilt das Liaozhai Zhiyi als Höhepunkt der klassischen Erzählung. Die Sammlung bildet jedoch auch den Endpunkt der traditionellen chinesischen Erzählung, nach ihm wurden alle wichtigen Erzählungen in Baihua (Umgangssprache) geschrieben. Trotzdem gehört das Liaozhai zusammen mit dem „Traum der roten Kammer“ (Hong Lou Meng, 紅樓夢) zu den bemerkenswertesten Werken der Literatur des 18. Jahrhunderts. Im Westen ist jedoch das Werk kaum bekannt, wohl auch wegen der Übersetzungsbarriere: Kaum ohne Verlust können alle literarischen Anspielungen, der Wechsel zwischen Umgangs- und klassischer Sprache (Baihua und Wenyan) dargestellt werden. Interessanterweise gibt es eine Parallele zu den Gebrüdern Grimm, die ungefähr zu gleicher Zeit in Europa ihre Märchensammlungen erstellt haben (ca. Anfang des 19. Jahrhunderts). Im Gegensatz zu Pu Songling veränderten diese jedoch ihre Geschichten nur geringfügig, Pu hingegen hat aus verschiedensten Quellen eigene Geschichten in ganz persönlichem Stil geschaffen.
Die Liaozhai-Geschichten und deren Auswirkungen genießen auch heute noch in ganz China große Popularität, wie die verschiedensten Adaptionen für Theater und Film bezeugen, so auch z. B. „A Chinese Ghost Story“ (倩女幽魂,  Qiàn nǚ yōuhún), eine Filmtrilogie aus den 80er-Jahren.
Im Jahre 2008 erschien der Film „Painted Skin“ (Hua Pi), mit Donnie Yen in der Hauptrolle.
Günter Eich bearbeitete Das lachende Mädchen als Hörspiel (Produktion: NDR 1956).

## Übersetzungen
- Pu Ssung-ling: Chinesische Geister- und Liebesgeschichten. Literarische Anstalt Rütten & Loening, Frankfurt a. M. 1916 (archive.org – 16 Erzählungen in der Übersetzung von Martin Buber, „mit Hilfe des Herrn Chingdao Wang“).
- Pu Sung-ling: Geister- und Liebesgeschichten aus der Sammlung Liao-dschai-dschi-yi. Deutsch von Gottfried Rösel. Verlag Die Waage, Zürich (Gesamtübersetzung in fünf Bänden).
  - Band 1: Umgang mit Chrysanthemen. 81 Erzählungen der ersten 4 Bücher. 1987, ISBN 3-85966-053-5.
  - Band 2: Zwei Leben im Traum. 67 Erzählungen der Bände 5 bis 8. 1989, ISBN 3-85966-054-3.
  - Band 3: Besuch bei den Seligen. 86 Erzählungen der Bände neun bis zwölf. 1991, ISBN 3-85966-058-6.
  - Band 4: Schmetterlinge fliegen lassen. 158 Erzählungen der Bände dreizehn bis fünfzehn. 1992, ISBN 3-85966-059-4.
  - Band 5: Kontakte mit Lebenden. 109 Erzählungen der letzten beiden Bücher sechzehn und siebzehn. 1992, ISBN 3-85966-060-8.

- Eine französische Übersetzung von André Lévy wurde 1996 unter dem Titel Chroniques de l'étrange veröffentlicht.
- Eine russische Übersetzung von Wassili Michailowitsch Alexejew erschien 1988 in Moskau (in der Reihe Biblioteka kitaiskoi literatury).